# Alfredo Porzio
Alfredo Porzio (ur. 31 sierpnia 1900 w Buenos Aires, zm. 14 września 1976 tamże) – argentyński bokser, brązowy medalista igrzysk olimpijskich.
Brązowy medalista igrzysk olimpijskich w 1924 w Paryżu, w kategorii ciężkiej. W półfinale został pokonany przez Norwega Ottona von Porata. W pojedynku o brązowy medal wygrał z Henkiem de Bestem z Holandii. Stoczył 7 zawodowych pojedynków. Jego bilans to 4 wygrane i 2 przegrane i 1 remis.